# Willard Richards
Willard Richards (ur. 24 czerwca 1804 w Hopkinton, zm. 11 marca 1854 w Salt Lake City) – amerykański przywódca religijny, lekarz i polityk.

## Życiorys
Urodził się w Hopkinton w stanie Massachusetts, jako najmłodszy syn i ostatnie dziecko Josepha Richardsa oraz Rhody Howe. Jako czterolatek upadł i odniósł obrażenia głowy. Wydarzenie to spowodowało nękające Richardsa do końca życia problemy zdrowotne, w tym drżenie mięśni. Ograniczona sprawność fizyczna zwróciła jego uwagę w stronę aktywności intelektualnej. W początkowym okresie życia często zmieniał miejsce zamieszkania, tak wewnątrz rodzinnego stanu jak i Nowego Jorku. Przez lata wiódł żywot wędrownego wykładowcy, podróżując po Nowej Anglii i utrzymując się z dawania wykładów związanych z rozmaitymi dyscyplinami naukowymi. Podjął pracę w Thomsonian Infirmary w Bostonie (1834), krótko później niemniej (1835) przeniósł się do Holliston. Ponownie zmienił miejsce zamieszkania, w 1836 osiadł w Kirtland w stanie Ohio. 
Wychowany w rodzinie kalwińskiej, z czasem oddalił się tak od rodzinnej tradycji jak i od zorganizowanych form życia religijnego w ogóle. Zetknął się z niedawno zorganizowanym Kościołem Jezusa Chrystusa Świętych w Dniach Ostatnich, został ostatecznie członkiem tej wspólnoty religijnej. Kluczową rolę w jego konwersji odegrała Księga Mormona. Richards natrafił na ten święty dla mormonów tekst w zasadzie przypadkowo, początkowo zastanawiając się czy pochodzi on od szatana czy też od Boga. Szybko nabrał przekonania o prawdziwości owej księgi, w ciągu dziesięciu dni przeczytał ją w całości dwukrotnie. Ochrzczony został przez swego kuzyna Brighama Younga 31 grudnia 1836 w Kirtland.
Kilka miesięcy po swoim chrzcie został wyświęcony na starszego, tym razem przez Alvę Beemana. Zaangażowany w działalność misyjną młodego Kościoła, od marca 1837 pełnił służbę misjonarską we wschodnich Stanach Zjednoczonych. Wysłany następnie do Europy, był misjonarzem w Wielkiej Brytanii (1837–1841), gdzie 24 września 1838 poślubił Angielkę Jennettę Richards. 
Podczas swojej europejskiej wyprawy włączony do Kworum Dwunastu Apostołów, 8 lipca 1838. Z uwagi na swój pobyt na Wyspach Brytyjskich oraz związane z pracą misyjną podróże został wyświęcony dopiero 14 kwietnia 1840. Było to pierwsze i jak dotąd jedyne wyświęcenie na urząd apostoła dokonane poza granicami Stanów Zjednoczonych. Po powrocie Richards do kraju osiadł w Nauvoo, nowym centrum organizacyjnym Kościoła. Zasiadał w radzie miejskiej tegoż miasta (1841–1843), był członkiem miejscowej loży masońskiej. 13 grudnia 1841 mianowany protokolantem świątyni mormońskiej w Nauvoo, jak również skrybą Josepha Smitha, prezydenta Kościoła. Awansowany na prywatnego sekretarza Smitha i kościelnego historyka w grudniu 1842, od lipca 1843 także protokolant Kościoła. Od sierpnia 1843 protokolant miejski Nauvoo oraz kancelista miejskiego sądu. 11 marca 1844 został przyjęty do Rady Pięćdziesięciu, pełnił funkcję jej protokolanta. Był pierwszym mormońskim przywódcą, który wzywał Josepha Smitha do kandydowania na prezydenta Stanów Zjednoczonych.
Jako sekretarz Josepha Smitha przed jego śmiercią zdołał spisać relację z życia mormońskiego przywódcy, doprowadzoną do sierpnia 1838. Pozostawił po sobie prywatne notatki i zapiski z przemówień Smitha, cenione jako źródło historyczne. Przebywał w więzieniu w Carthage w dniu śmierci Josepha i Hyruma Smithów (27 czerwca 1844). Po wyjściu na wolność przeniósł się do Winter Quarters w dzisiejszej Nebrasce. Zaangażowany w organizację mormońskiej migracji na zachód, włączony do Pierwszego Prezydium w grudniu 1847. Przywiódł ostatecznie grupę świętych w dniach ostatnich  do doliny Wielkiego Jeziora Słonego w 1848. Szybko zaangażował się w życie polityczne, został sekretarzem oraz przewodniczącym legislatywy stanu Deseret. Następnie sekretarz nowo utworzonego Terytorium Utah, poczmistrz Salt Lake City oraz pierwszy redaktor "Deseret News".
Zmarł w Salt Lake City. Podobnie jak wielu ówczesnych przywódców mormońskich praktykował poligamię, poślubił łącznie 11 kobiet. Wspominany w Naukach i Przymierzach, jednym z pism świętych wchodzących w skład mormońskiego kanonu.

## Obecność w mormońskiej pamięci zbiorowej
Prawdopodobnie najlepiej znany ze swej roli jako naocznego świadka śmierci Josepha Smitha, niedługo przed zamordowaniem mormońskiego przywódcy w emocjonalnej rozmowie potwierdził swą gotowość oddania życia za Smitha.